# Hubertus Johannes Passtoors
Hubertus Johannes Passtoors (Eindhoven, 16 november 1876 - Utrecht, 19 juni 1945) is een voormalig wethouder van de Nederlandse stad Eindhoven. Passtoors werd geboren als zoon van Wilhelmus Franciscus Johannes Passtoors en Theresia Fecula van der Acker. 
Hij was raadslid van 1908 tot 1920, wethouder van Eindhoven van 1909 tot 1920 en weer raadslid van 1920 tot 1923. Hij stempelde als gemeentebestuurder de annexatie van de omliggende dorpen als noodzaak. Als aanhanger van de vooruitstrevende ondernemerskring "Eindhoven Vooruit" stelde hij zich ten doel rooms en niet-katholiek te laten samenwerken tot voordeel van de stad Eindhoven. 
Passtoors was van beroep advocaat en procureur.
Passtoors trouwde te Antwerpen op 19 april 1912 met Helena Maria Huberta Josepha Marinis, dochter van Charles Marinis en Emerance Vergouts, geboren te Borgerhout op 30 juni 1889, overleden in Eindhoven op 9 mei 1975. 

## Publicatie
- Sanders, J.M. & H.J. Passtoors, Annexatie-vraagstukken en Groot-Eindhoven, 1919, De Wereld - Eindhoven